# Godega di Sant'Urbano
Godega di Sant'Urbano es una localidad y comune italiana de la provincia de Treviso, región de Véneto, con 6.131 habitantes.

## Evolución demográfica
| Gráfica de evolución demográfica de Godega di Sant'Urbano entre 1861 y 2001 |
|                                                                             |
| Fuente ISTAT - elaboración gráfica de Wikipedia                             |